# Incesticide
Incesticide là album tổng hợp của ban nhạc rock người Mỹ Nirvana. Nó bao gồm "Sliver" là đĩa đơn không thuộc album, các mặt B, demo, outtake, bản hát lại và bản thu cho radio.
Album phát hành ngày 14 tháng 12 năm 1992 tại châu Âu, và ngày 15 tháng 12 năm 1992 tại Hoa Kỳ. Về sau, nó vươn lên vị trí thứ 39 trên Billboard 200.

## Bối cảnh
Đầu năm 1992, Jonathan Poneman chủ hãng Sub Pop liên lạc với Gary Gersh – người ký hợp đồng với Nirvana cho hãng DGC Records – để thông báo Sub Pop vẫn còn một số ca khúc thời đầu chưa được phát hành của Nirvana. Mới đầu, ban nhạc định ra mắt các ca khúc này qua Sub Pop và châm biếm đặt tên là Cash Cow. Tuy nhiên, Sub Pop không thể sánh được với mạng lưới phân phối của Geffen, trong khi ban nhạc cảm thấy việc thu hút tối đa sự chú ý của công chúng là rất quan trọng. Sub Pop bán các bản thu âm này cho Geffen "với giá sáu con số," với điều kiện ban nhạc phải làm và chấp nhận phát hành một album trước Giáng Sinh năm 1992.
Lúc bấy giờ, phần lớn các ca khúc trong Incesticide đang được lan truyền trong cộng đồng người hâm mộ, nhưng với chất lượng thấp. Báo chí âm nhạc loan tin Nirvana muốn đem đến cho người hâm mộ một bản thu chất lượng cao hơn. Trong cuốn sách Cobain Unseen, Charles R. Cross viết Kurt Cobain đồng ý ra mắt album tổng hợp này vì anh được toàn quyền quyết định hình minh họa album.
Vì các ca khúc được thu ở nhiều buổi thu âm khác nhau, một số còn được thu khi đội hình Nirvana chưa ổn định, nên album có sự tham gia của bốn tay trống: Chad Channing, Dan Peters, Dale Crover và Dave Grohl.

## Ca khúc

### Chưa phát hành
- Lúc bấy giờ, các ca khúc "Hairspray Queen", "Aero Zeppelin" và "Big Long Now" chưa được phát hành chính thức, cũng như "Been a Son," "Aneurysm" và "(New Wave) Polly" phiên bản mới, khác với các phiên bản trước đó phát hành trong EP Blew, đĩa đơn "Smells Like Teen Spirit" và album Nevermind.

### Đã phát hành
- "Dive" và "Sliver" đã được phát hành trong đĩa đơn "Sliver" vào năm 1990. "Dive" cũng được phát hành trong album tổng hợp The Grunge Years vào năm 1991.
- "Stain" đã được phát hành trong EP Blew vào năm 1989.
- Ba ca khúc hát lại, "Turnaround" (Devo), "Molly's Lips" và "Son of a Gun" (The Vaselines) đã được phát hành trong EP Hormoaning vào năm 1992 (chỉ phát hành tại Nhật Bản và Úc).
- "Mexican Seafood" xuất hiện trong tuyển tập Teriyaki Asthma Volume 1 phát hành năm 1989.
- "Beeswax" xuất hiện trong album tổng hợp Kill Rock Stars phát hành năm 1991.
- "Downer" xuất hiện trong phiên bản CD của Bleach, album đầu tay năm 1989 của Nirvana.

## Minh họa và bìa
Tranh bìa trước album là do Cobain vẽ (dưới tên "Kurdt Kobain," ghi chú mặt trong bìa album). Con vịt cao su trên bìa sau cũng là của Cobain. Một đóa hoa anh túc được vẽ nổi bật trên bìa trước, ám chỉ tình trạng nghiện heroin của Cobain.
Những ấn bản đầu tiên của album có kèm ghi chú do Cobain viết, bao gồm lời chỉ trích những người kỳ thị đồng tính, phân biệt chủng tộc và kỳ thị nữ giới.
Nếu bất kỳ ai trong số các bạn, bằng cách này hay cách khác, kỳ thị người đồng tính, người da màu hoặc phụ nữ thì vui lòng giúp chúng tôi một việc – hãy để chúng tôi yên! Đừng tới chương trình biểu diễn và đừng mua đĩa của chúng tôi nữa.

Ấn bản có ghi chú của Cobain được bày bán tại các cửa hàng băng đĩa tới năm 1998. Những phiên bản đầu tiên tại Hoa Kỳ và Canada cũng dãn nhán Parental Advisory.

## Đánh giá chuyên môn
| Đánh giá chuyên môn               | Đánh giá chuyên môn |
| Nguồn đánh giá                    | Nguồn đánh giá      |
| Nguồn                             | Đánh giá            |
| --------------------------------- | ------------------- |
| AllMusic                          | [ 7 ]               |
| Blender                           | [ 8 ]               |
| The Encyclopedia of Popular Music | [ 9 ]               |
| Entertainment Weekly              | B                   |
| NME                               | 7/10 / 3/10         |
| Rolling Stone                     | [ 12 ]              |
| The Rolling Stone Album Guide     | [ 13 ]              |
| Select                            | [ 14 ]              |
| The Village Voice                 | A−                  |

Nhìn chung, album nhận được đánh giá tích cực. Trong một bài đánh giá của AllMusic, nhà phê bình âm nhạc Stephen Thomas Erlewine nói "'Aneurysm' có lẽ là ca khúc xuất sắc nhất [Nirvana] từng thu âm." Grant Alden của Rolling Stone tin rằng "sự hỗn loạn của Incesticide cho thấy nỗ lực muốn giải tỏa gánh nặng của danh tiếng," và album "nhắc người hâm mộ nhớ Nirvana là một ban nhạc vĩ đại trước khi Nevermind dẫn đầu bảng xếp hạng." David Browne thuộc tạp chí Entertainment Weekly cho rằng "Dive" là "hiện thân của mọi điều tuyệt vời về Nirvana," kết hợp riff, tiếng bass và giọng hát của Cobain thành "một thứ giúp giải phóng cảm xúc đầy xúc động. Với một sản phẩm làm không tốn nhiều sức, Incesticide có rất nhiều khoảnh khắc như vậy." Angela Lewis của tạp chí NME cho rằng Incesticide có chất lượng không đồng đều, nhưng vẫn là một album thành công nhờ hai yếu tố chính: nó không được phát hành với mục đích "hám lợi," và mặt A "mang âm thanh của một album chưa từng ra đời."

## Doanh số
Incesticide phát hành ngày 14 tháng 12 năm 1992 tại Anh Quốc và ngày 15 tháng 12 năm 1992 tại Hoa Kỳ. Hãng đĩa Geffen Records quyết định không quảng bá rộng rãi album này để tránh làm "Nirvana kiệt sức," vì ban nhạc mới ra mắt Nevermind và bốn đĩa đơn trong 15 tháng qua. Tuy ít được quảng cáo và chỉ tổng hợp các ca khúc cả mới lẫn cũ, Incesticide vẫn xuất hiện ở vị trí thứ 51 trên Billboard 200 và bán được 500.000 bản trong hai tháng. Album đã được Hiệp hội Công nghiệp Ghi âm Hoa Kỳ trao chứng nhận Bạch kim. Vào ngày 23 tháng 11 năm 2012, nhân kỷ niệm 20 năm, Incesticide được tái phát hành dưới dạng đĩa than 45 vòng phiên bản LP kép giới hạn.

## Danh sách ca khúc
Tất cả các ca khúc được viết bởi Kurt Cobain, trừ khi có ghi chú.
| STT | Nhan đề            | Sáng tác                         | Đĩa gốc                              | Thời lượng |
| --- | ------------------ | -------------------------------- | ------------------------------------ | ---------- |
| 1.  | "Dive"             | Cobain, Krist Novoselic          | Đĩa đơn "Sliver" và The Grunge Years | 3:55       |
| 2.  | "Sliver"           |                                  | Đĩa đơn "Sliver"                     | 2:16       |
| 3.  | "Stain"            |                                  | EP Blew                              | 2:40       |
| 4.  | "Been a Son"       |                                  | Trước đó chưa phát hành              | 1:55       |
| 5.  | "Turnaround"       | Mark Mothersbaugh, Gerald Casale | EP Hormoaning                        | 2:19       |
| 6.  | "Molly's Lips"     | Eugene Kelly, Frances McKee      | EP Hormoaning                        | 1:54       |
| 7.  | "Son of a Gun"     | Eugene Kelly, Frances McKee      | EP Hormoaning                        | 2:48       |
| 8.  | "(New Wave) Polly" | Cobain, Novoselic, Dave Grohl    | Trước đó chưa phát hành              | 1:48       |
| 9.  | "Beeswax"          |                                  | Kill Rock Stars                      | 2:50       |
| 10. | "Downer"           |                                  | Phiên bản CD năm 1990 của Bleach     | 1:43       |
| 11. | "Mexican Seafood"  |                                  | Teriyaki Asthma Volume 1             | 1:55       |
| 12. | "Hairspray Queen"  | Cobain, Novoselic                | Trước đó chưa phát hành              | 4:13       |
| 13. | "Aero Zeppelin"    |                                  | Trước đó chưa phát hành              | 4:41       |
| 14. | "Big Long Now"     |                                  | Trước đó chưa phát hành              | 5:03       |
| 15. | "Aneurysm"         | Cobain, Novoselic, Grohl         | Trước đó chưa phát hành              | 4:35       |

## Thành phần tham gia sản xuất
Tất cả các buổi thu âm:
- Kurt Cobain – hát, guitar
- Krist Novoselic – guitar bass

Seattle, WA: Reciprocal Recording Studios (23 tháng 1 năm 1988)

Băng demo phòng thu đầu tiên của Nirvana.

Ca khúc: "Beeswax", "Downer", "Mexican Seafood", "Hairspray Queen" và "Aero Zeppelin"
- Dale Crover – trống
- Jack Endino – sản xuất, kỹ sư

Seattle, WA: Reciprocal Recording Studios (tháng 12 năm 1988 – tháng 1 năm 1989)

Các buổi thu âm cho Bleach.

Ca khúc: "Big Long Now"
- Chad Channing – trống
- Jack Endino – sản xuất, kỹ sư

Seattle, WA: Music Source Studios (tháng 9 năm 1989)

Các buổi thu âm cho EP Blew.

Ca khúc: "Stain"
- Chad Channing – trống
- Steve Fisk – sản xuất

Madison, WI: Smart Studios (2 tháng 4 năm 1990 – 6 tháng 4 năm 1990)

Các buổi thu âm cho album dự kiến thứ hai của Sub Pop.

Ca khúc: "Dive"
- Chad Channing – trống
- Butch Vig – sản xuất

Seattle, WA: Reciprocal Recording Studios (11 tháng 7 năm 1990)

Buổi thu âm cho đĩa đơn "Sliver" của Sub Pop.

Ca khúc: "Sliver"
- Dan Peters – trống
- Jack Endino – sản xuất, kỹ sư

Luân Đôn, Anh Quốc: Maida Vale Studio 3 (21 tháng 10 năm 1990)

Buổi thu âm tại BBC cho John Peel vào năm 1990.

Ca khúc: "Turnaround", "Molly's Lips" và "Son of a Gun"
- Dave Grohl – trống
- Dale Griffin – sản xuất
- Mike Engles – kỹ sư
- Fred Kay – kỹ sư

Luân Đôn, Anh Quốc: Maida Vale Studio 4 (9 tháng 11 năm 1991)

Buổi thu âm tại BBC cho Mark Goodier vào năm 1991.

Ca khúc: "Been a Son", "(New Wave) Polly" và "Aneurysm"
- Dave Grohl – trống
- Miti Adhikari – sản xuất
- John Taylor – kỹ sư

## Xếp hạng
| Xếp hạng (1992/93)                           | Vị trí cao nhất |
| -------------------------------------------- | --------------- |
| Album Úc (ARIA)                              | 22              |
| Album Áo (Ö3 Austria)                        | 10              |
| Canada Top Albums/CDs (RPM)                  | 21              |
| European Top 100 Albums (Music & Media)      | 17              |
| Album Hà Lan (Album Top 100)                 | 31              |
| Album Phần Lan (The Official Finnish Charts) | 16              |
| Album Pháp (SNEP)                            | 28              |
| Album Đức (Offizielle Top 100)               | 40              |
| Album Nhật Bản (Oricon)                      | 50              |
| Album New Zealand (RMNZ)                     | 23              |
| Album Thụy Điển (Sverigetopplistan)          | 27              |
| Album Thụy Sĩ (Schweizer Hitparade)          | 18              |
| Album Anh Quốc (OCC)                         | 14              |
| Album Hoa Kỳ Billboard 200                   | 39              |

| Xếp hạng (1995)                      | Vị trí cao nhất |
| ------------------------------------ | --------------- |
| Album Hoa Kỳ Top Catalog (Billboard) | 43              |

| Xếp hạng (2021)     | Vị trí cao nhất |
| ------------------- | --------------- |
| Album Hy Lạp (IFPI) | 6               |

| Quốc gia                                                                           | Chứng nhận  | Số đơn vị/doanh số chứng nhận |
| ---------------------------------------------------------------------------------- | ----------- | ----------------------------- |
| Canada (Music Canada)                                                              | 2× Bạch kim | 200.000^                      |
| Pháp (SNEP)                                                                        | Vàng        | 100.000*                      |
| Anh Quốc (BPI)                                                                     | Bạch kim    | 300.000^                      |
| Hoa Kỳ (RIAA)                                                                      | Bạch kim    | 1.400.000                     |
| * Chứng nhận dựa theo doanh số tiêu thụ. ^ Chứng nhận dựa theo doanh số nhập hàng. |             |                               |